# 马里布

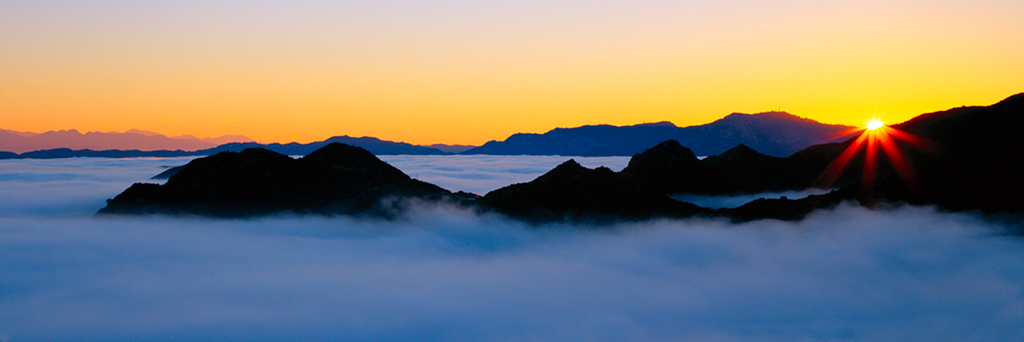
圣莫尼卡山脉的黎明。

马利布（英語：Malibu），又譯馬利布，是美国加利福尼亚州洛杉矶县的一座富裕城市。在2020年美國人口普查中，该市人口为10,564人。最早原是美國原住民「丘馬希族」的居住地，原名為Humaliwo，意思是海岸聲音很大（The surf sounds loudly）。
马利布市的太平洋海岸有21英里（34）長；其滨海社区以温暖的气候、沙滩而闻名，是众多电影明星以及南加州娱乐工业从职人员的聚居地。
2018年11月8日，發生伍爾西大火（Woolsey Fire），火勢延燒到马利布，至同月11日為止已造成3人死亡，傑拉德·巴特勒、連恩·漢斯沃等知名藝人的住宅遭燒毀。